# Lista de membros de Nightwish
Esta é a lista de membros de Nightwish, uma banda finlandesa de metal sinfônico. Ao total, o grupo teve 10 integrantes durante sua história.
A banda foi formada em 1996 na cidade de Kitee pelo tecladista e compositor Tuomas Holopainen. A formação original contava com o guitarrista Emppu Vuorinen e a vocalista Tarja Turunen; atualmente o grupo tem seis integrantes, sendo que Tarja, sua sucessora Anette, o primeiro baixista, Sami Vänskä, e o primeiro baterista, Jukka Nevalainen, não estão mais envolvidos.
A primeira mudança na formação do Nightwish ocorreu em 21 de outubro de 2001, quando após o fim da turnê Wishmaster World Tour, Sami deixou a banda alegando diferenças criativas com os demais membros. Exatamente quatro anos depois, a vocalista Tarja foi oficialmente demitida através de uma carta aberta à imprensa depois de se apresentar com o grupo na Hartwall Areena de Helsinque para sua performance derradeira que se tornou o DVD End of an Era posteriormente. Mais tarde, em 24 de maio de 2007, Anette adentra a formação do Nightwish como segunda vocalista do conjunto, e deixa seu posto cinco anos depois, em 1 de outubro de 2012, quando Floor Jansen assume os vocais da banda. No ano seguinte, devido aos seus trabalhos como membro convidada, Floor é congratulada como terceira vocalista do Nightwish em 9 de outubro de 2013, juntamente com o multi-instrumentista Troy Donockley, que já os acompanhava ao vivo desde 2008.
Pouco tempo depois, em 6 de agosto de 2014, o baterista Jukka Nevalainen anuncia que iria se afastar de suas atividades da banda devido a um problema crônico de insônia, entrando em hiato. Para o substituí-lo, foi chamado o finlandês Kai Hahto, amigo de longa-data de Nevalainen e do restante dos membros. Em 15 de julho de 2019, a saída se tornou definitiva, com Kai assumindo oficialmente as baquetas e Jukka voltando suas atenções para os negócios da banda.

## Membros atuais
Tuomas Holopainen
Atividade: 1996–presente
Instrumentos: teclado
Contribuições na banda: todos os lançamentos
Foi o fundador da banda, e é também o principal compositor do grupo. Atualmente também toca teclado paralelamente na banda For My Pain... e como convidado no grupo Sethian. Além de músico, ele também trabalha como produtor musical, produz o grupo feminino Indica e ocasionalmente a banda Silentium.
Emppu Vuorinen
Atividade: 1996–presente
Instrumentos: guitarra, violão
Contribuições na banda: todos os lançamentos
Um dos membros fundadores ao lado de Tuomas e Tarja, as técnicas solo de Emppu incluem uso avançado de tapping e tremolo, entre outras. Ele ainda é famoso na Finlândia com outras bandas, como o Brother Firetribe e Altaria. Ele ainda esteve envolvido no Aina, um grandioso projeto musical que reuniu músicos de heavy metal e hard rock do mundo todo.
Troy Donockley
Atividade: 2013–presente (atuou como membro de apoio entre 2006 e 2013)
Instrumentos: gaita irlandesa, tin whistle, vocais
Contribuições na banda: todos os álbuns desde Dark Passion Play
Troy foi convidado para participar do álbum Dark Passion Play em 2006 apenas como músico convidado, gravando algumas de suas partes para o álbum. Entretanto, ele começou a participar esporadicamente dos shows ao vivo a partir de 2008, acompanhando-os durante toda a Imaginaerum World Tour em 2012 e 2013. No fim dessa turnê, Troy foi oficializado como integrante oficial da banda.
Floor Jansen
Atividade: 2013–presente (atuou como membro de apoio entre 2012 e 2013)
Instrumentos: vocais
Contribuições na banda: todos os álbuns desde Showtime, Storytime
Conhecida como vocalista da banda de metal sinfônico After Forever, Floor Jansen fundou seu próprio grupo de metal em 2009, ReVamp, e lançou dois álbuns de estúdio com a banda. Ela foi convidada para substituir Anette Olzon, quando a mesma saiu do Nightwish em meio aos shows da Imaginaerum World Tour em 2012 após conflitos internos. Por seus esforços, ela foi oficializada como vocalista oficial da banda em outubro de 2013.
Kai Hahto
Atividade: 2014–presente (como membro de apoio de 2014 a 2019)
Instrumentos: bateria, percussão
Contribuições na banda: todos os albuns desde Endless Forms Most Beautiful
Kai passou por diversas bandas, mais notavelmente o Wintersun. Entrou para a banda como membro de apoio em 2014 enquanto o baterista anterior Jukka Nevalainen tratava de sua insônia. Com a decisão de Jukka de não voltar mais às baquetas, anunciada em 2019, Kai foi efetivado como membro oficial do grupo.
Jukka Koskinen
Atividade: 2021–presente (como membro de apoio)
Instrumentos: baixo
Contribuições na banda: Shows virtuais e Human. :|: Nature. World Tour
Jukka é baixista do Wintersun e também passou por bandas como Norther, Amberian Dawn e Cain's Offering.

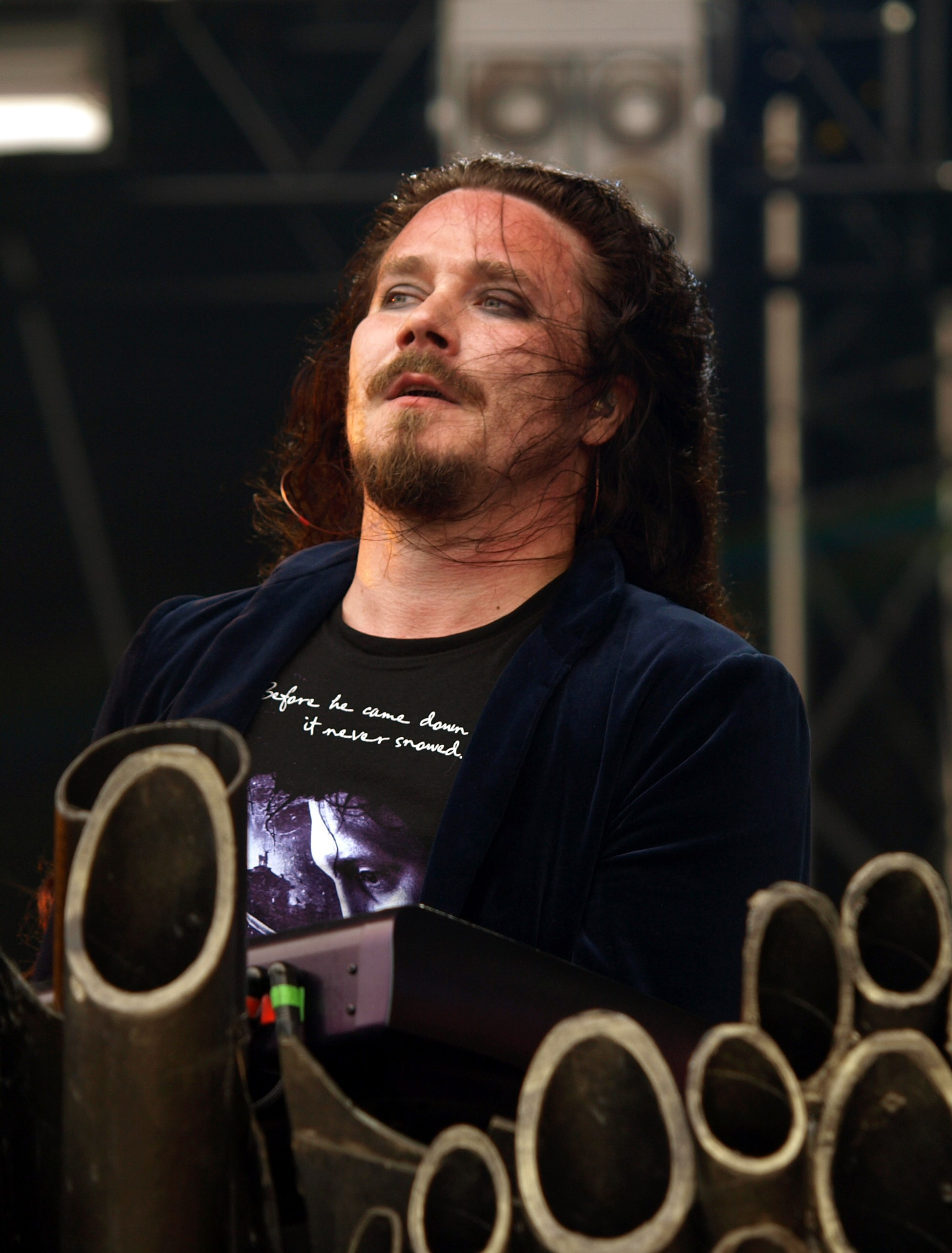
Tuomas
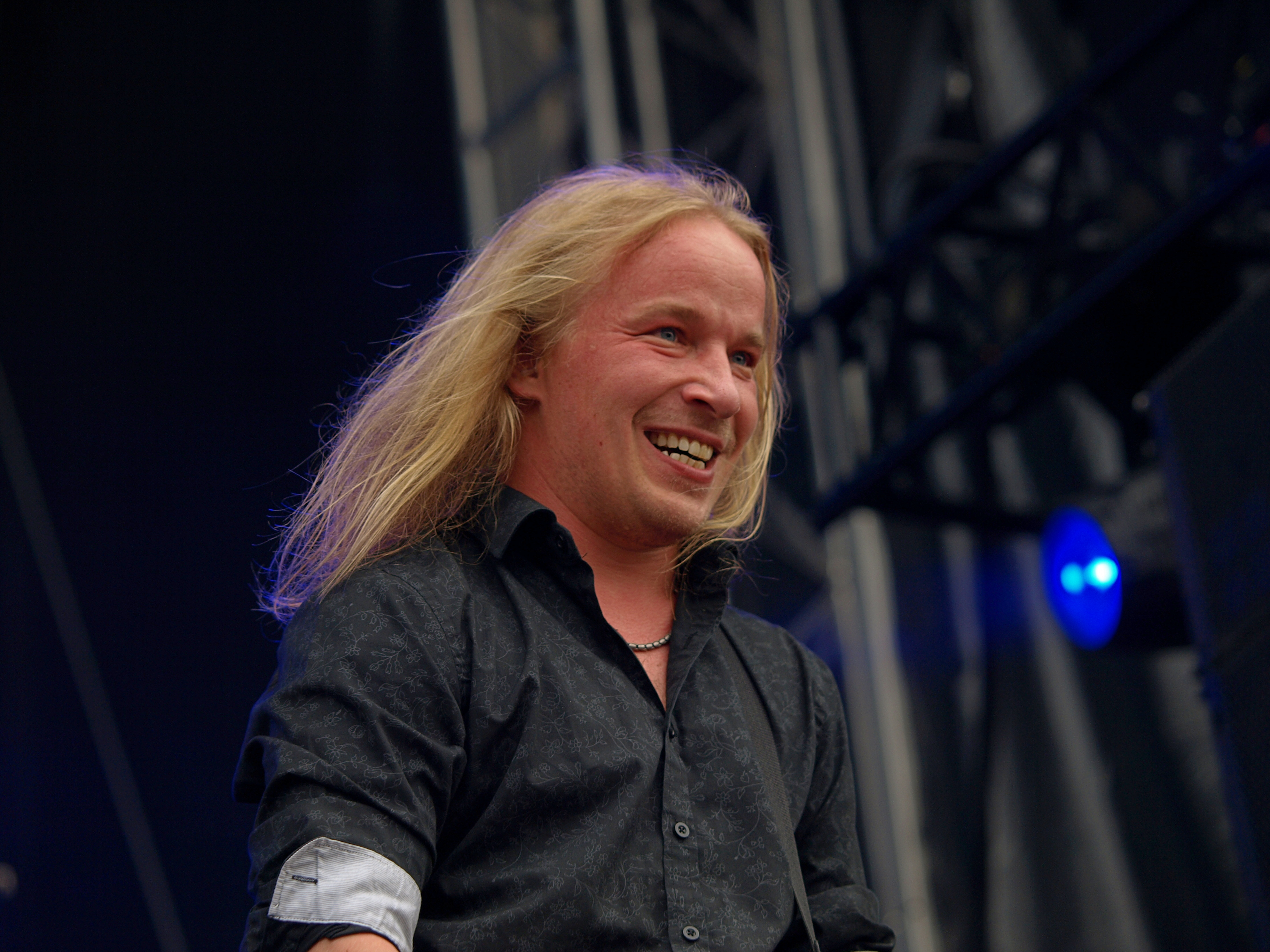
Emppu
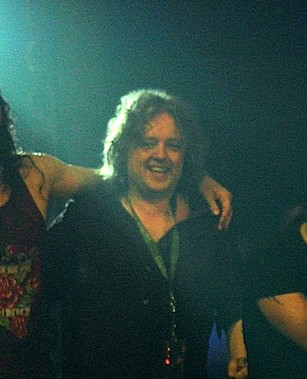
Troy
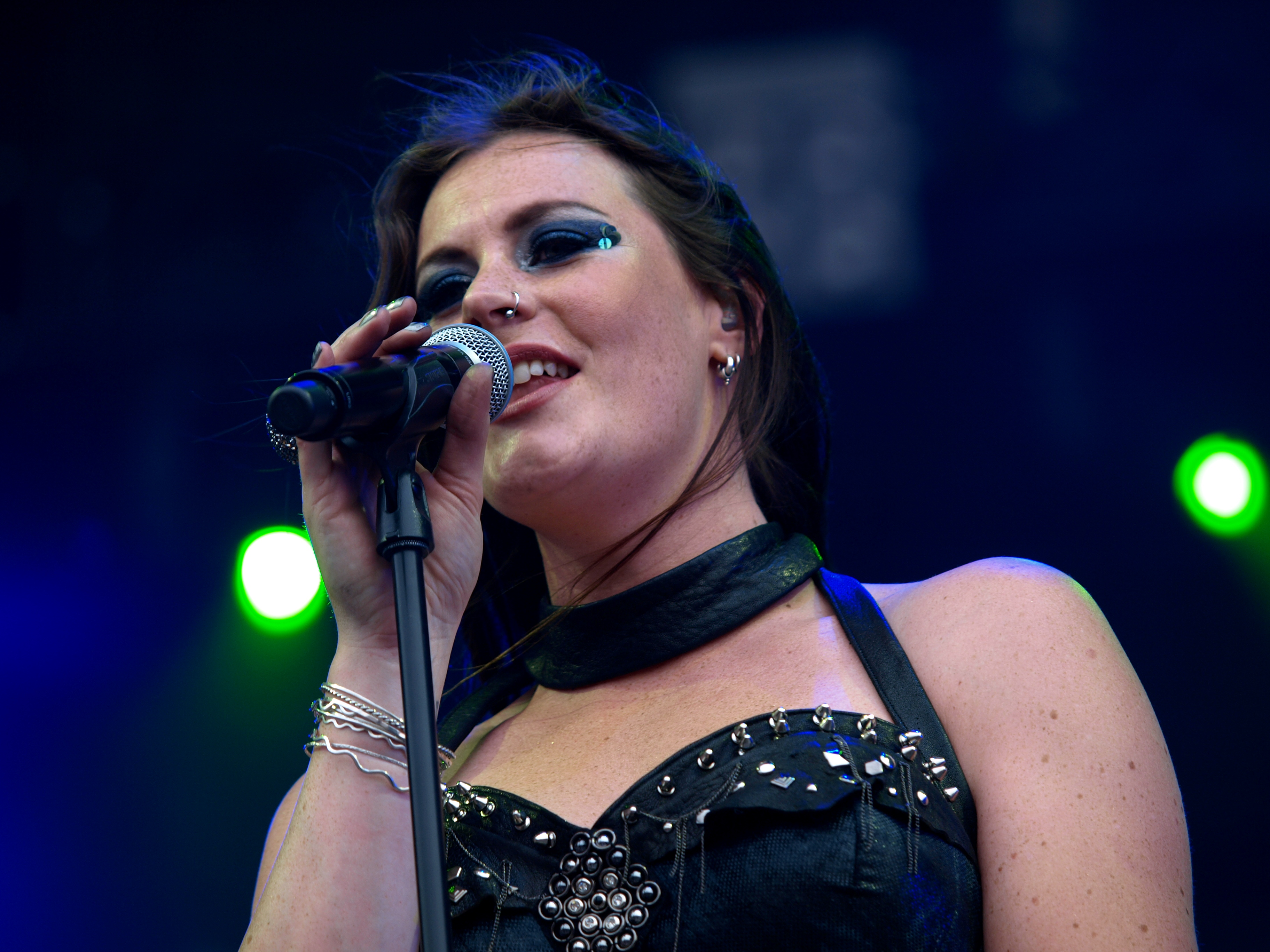
Floor
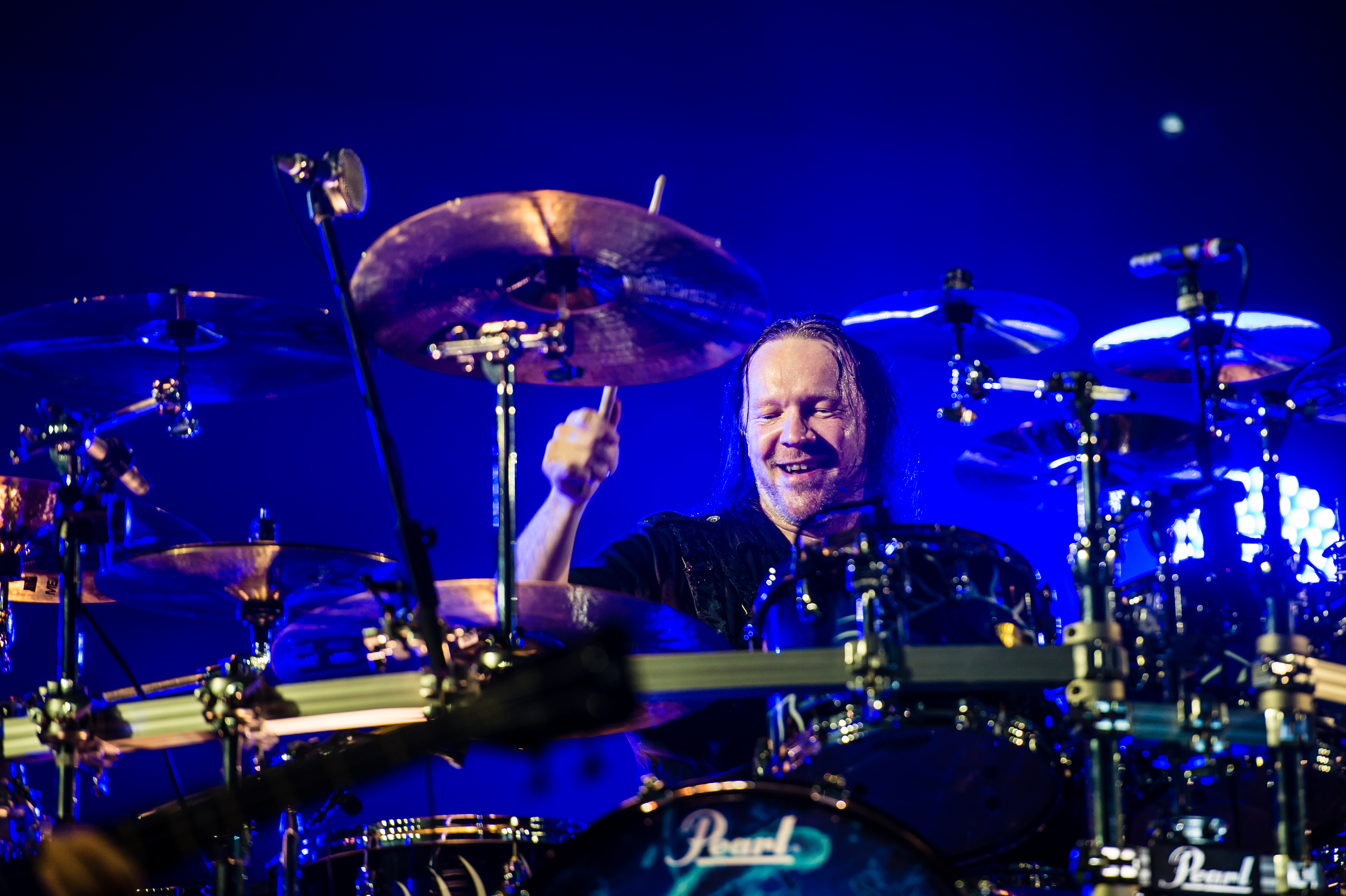
Kai

Os cinco membros oficiais do Nightwish.

## Ex-membros

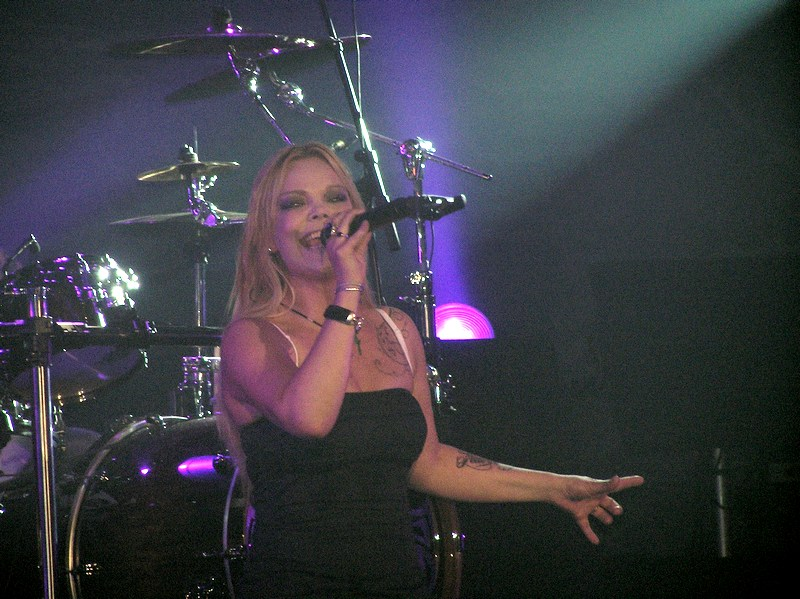
Anette Olzon, segunda vocalista do Nightwish.

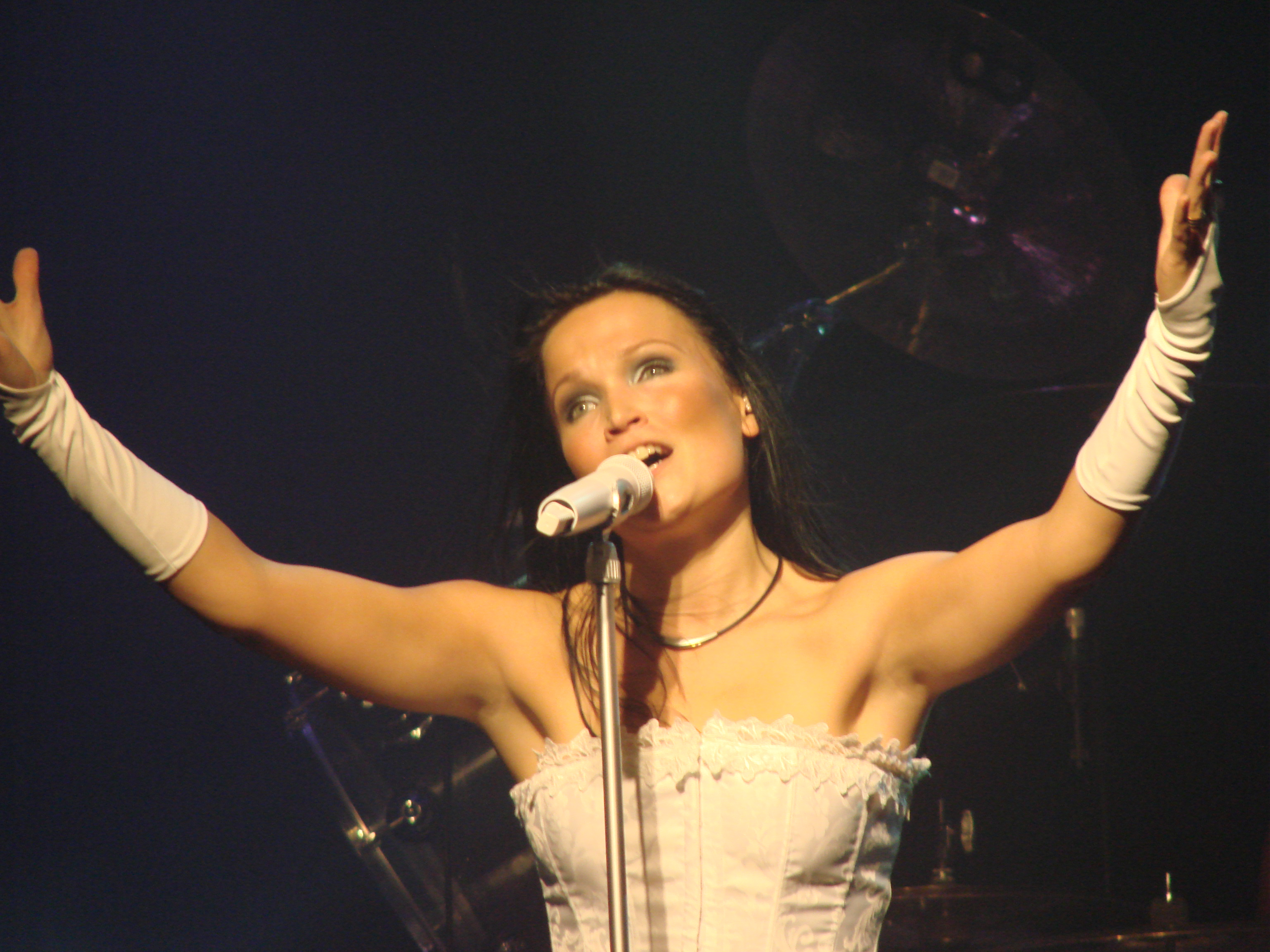
Tarja Turunen, primeira vocalista do Nightwish.

Marko Hietala
Atividade: 2001–2021
Instrumentos: baixo, violão, vocais
Contribuições na banda: todos os álbuns desde Century Child
Marko se juntou ao Nightwish em 2001 antes do lançamento do álbum Century Child, substituindo naquele ano Sami Vänskä. Hietala também comumente participa dos álbuns da banda Delain, que reúne muitos membros da comunidade de heavy metal. Ele ainda fez também uma participação no álbum Invitation, da banda Altaria, como backing vocal, e é um membro fixo das bandas Sinergy e Northern Kings. Marco também é conhecido por ser o vocalista da banda Tarot, ao lado de seu irmão Zachary Hietala.
Marko deixou o Nightwish em 2021, devido a descontentamento com a indústria musical e depressão crónica.
Jukka Nevalainen
Atividade: 1997–2019 (em hiato a partir de 2014)
Instrumentos: bateria, percussão
Contribuições na banda: de Angels Fall First a Imaginaerum)
A primeira banda oficial de Jukka foi The Highway, mas ele tocava em conjuntos desde seus 15-16 anos. Nessa época, Jukka ainda tinha duas aulas semanais para se apefeiçoar. Após sair de The Highway, Jukka conheceu o guitarrista Emppu e começou a se envolver em vários projetos com ele, até ser contratado pelo Nightwish em 1997. Ele deixou o grupo em 2014 para tratar de sua insônia, inicialmente de forma temporária, mas a partir de 2019, a saída foi oficializada.
Anette Olzon
Atividade: 2007–2012
Instrumentos: vocais
Contribuições na banda: Dark Passion Play e Imaginaerum
Foi anunciada como vocalista do Nightwish em maio de 2007, substituindo Tarja Turunen. Cantou em dois álbuns da banda e saiu dela em 1 de outubro de 2012, em meio aos shows da turnê de Imaginaerum. Duas noites antes, ela havia passado mal e sido substuída às pressas pelas vocalistas Elize Ryd e Alissa White-Gluz horas antes de um show nos Estados Unidos. Ela então expressou sua indignação em seu blog pessoal, gerando conflitos internos, e culminando em sua saída do grupo.
Tarja Turunen
Atividade: 1996–2005
Instrumentos: vocais
Contribuições na banda: de Angels Fall First a Once
Em 1996, Tarja foi convidada para participar do pequeno projeto acústico de seu colega de escola, Tuomas Holopainen, que mais tarde viria a ser a banda Nightwish. Ela foi vocalista do grupo durante nove anos, sendo demitida em 2005 através de uma carta aberta à imprensa após seu último concerto com a banda na Finlândia. Desde então, ela tem seguido em carreira solo e lançado álbuns de sucesso.
Sami Vänskä
Atividade: 1998–2001
Instrumentos: baixo
Contribuições na banda: Oceanborn e Wishmaster
Vänskä começou cedo a ter aulas de música, e tocou em várias bandas adquirindo experiência. Em 1994, ele e seu amigo Tuomas Holopainen fundaram uma banda popular em Kitee, Nattvindens Gråt, que acabou em 1997. Nessa época, Holopainen cria a banda Nightwish, e em 1998, Vänskä se junta ao grupo participando de dois álbuns, um DVD ao vivo e um EP.

## Membros de Apoio
Jukka Koskinen
Atividade: 2021–presente (como membro de apoio)
Instrumentos: baixo
Contribuições na banda: Shows virtuais e Human. :|: Nature. World Tour
Jukka é baixista do Wintersun e também passou por bandas como Norther, Amberian Dawn e Cain's Offering.